# Oier Lazkano
Oier Lazkano López (født 7. november 1999 i Vitoria-Gasteiz) er en cykelrytter fra Spanien, der er på kontrakt hos Red Bull-Bora-Hansgrohe.